# Хагба, Беслан Бадрович
Беслан Бадрович Хагба (род. 23 мая 1956, Гудаута, Абхазская АССР) — экс-министр внутренних дел Республики Абхазия (2015). Генерал Абхазской армии.

## Биография
Родился 23 мая 1956 года в городе Гудаута, в абхазской семье.
В 1973 году окончил Гудаутскую среднюю школу № 1 и в 1976 году поступил на юридический факультет Ростовского государственного университета.
С 1978 по 1980 годы проходил службу в рядах Советской Армии. В 1983 году окончил РГУ.
С 1983 по 1988 годы работал на различных должностях в Северокавказской транспортной прокуратуре города Ростова-на-Дону (1985—1986 годы — старший следователь).
С 1986 по 1989 годы — заместитель прокурора Волго-Донской транспортной прокуратуры).
С 1990 по 1993 годы работал заместителем прокурора Сухумского района.
С 1993 по 2003 годы был прокурором города Гагры, а с 2003 по 2005 годы — прокурором Гагрского района. В мае 2005 года освобождён от должности по собственному желанию.
14 мая 2015 года указом президента назначен министром внутренних дел Республики Абхазия.